# Birmingham
Birmingham je mesto in metropolitsko okrožje v grofiji West Midlands v Angliji. Je največje mesto v Združenem kraljestvu po Londonu; ima 1.016.800 prebivalcev (ocena iz leta 2008). Leži v središču somestja (conurbation) West Midlands, drugega najbolj poseljenega mestnega območja v Združenem kraljestvu s številom prebivalstva 2.284.093 (popis iz leta 2001). Birminghamsko mestno območje, ki vključuje bližnja mesta, s katerimi ga povezujejo ljudje, ki živijo v njih in delajo v Birminghamu, je drugo najbolj gosto poseljeno območje v Združenem kraljestvu. V njem živi 3.683.000 ljudi.
Birmingham je bil eno od središč industrijske revolucije v Angliji, zato so ga imenovali tudi delavnica sveta ali mesto tisočih obrti. Čeprav je pomembnost Birminghama na industrijskem področju upadla, se je mesto razvilo v državni trgovski center. Je drugo najbolj primerno mesto za vodenje trgovanja v Združenem kraljestvu.
Birmingham je pomembno središče za pripravo konferenc ter različnih dogodkov na temo tehnologije, raziskovanja in razvoja, kar dodatno spodbujajo njegove tri univerze. Po obiskanosti s strani turistov je na četrtem mestu med mesti v Angliji. Ima drugo največjo mestno ekonomijo in se ga pogosto omenja kot Drugo mesto Združenega kraljestva.
Leta 2010 je Birmingham zasedel 55. mesto na lestvici mest, ki so najbolj primerna za prebivanje. Raziskavo je izvedel Mercer - kazalnik svetovnih standardov prebivanja. Big City Plan je velik razvojni načrt, ki se trenutno izvaja v mestnem centru. Njegov cilj je Birmingham v roku dvajsetih let umestiti med prvih dvajset mest, najbolj primernih za bivanje.
Prebivalci Birminghama se imenujejo 'Brummies'. Ime izhaja iz nadimka za mesto 'Brum'. To morda izhaja iz narečnega imena za mesto 'Brummagem', ali pa iz enega od zgodnejših imen za mesto 'Bromwicham'. Brummie narečje in naglas sta zelo pogosta. Oba se močno razlikujeta od okoliških narečij.

## Galerija
- Pisarne na trgu Brindley place
- Univerza v Birminghamu
- Stanovanja ob vodnih kanalih v mestnem jedru
- V mestu Birmingham je nastala glasbena skupina Black Sabbath